# Eluveitie
Eluveitie (čit. El-vej-ti) je švicarski folk metal sastav iz Winterthura, formiran 2002. godine. Njihov zvuk se može opisati kao keltski folk s utjecajima melodic death metala. Mnoge njihove pjesme su na izumrlom galskom jeziku, te govore o keltskoj i helvećanskoj povijesti. U svojim pjesmama koriste tradicionalne europske instrumente, kao što su hurdy-gurdy i gajde. Do sada su objavili sedam studijskih albuma.

## Članovi

### Sadašnji članovi
- Chrigel Glanzmann - vokal, mandola, flauta, gajde, gaita, akustična gitara, bodhran, harfa (2002. - danas)
- Kay Brem - bas-gitara (2008. - danas)
- Rafael Salzmann - solo gitara (2012. - danas)
- Matteo Sisti - gajde, flauta (2014. - danas)
- Jonas Wolf – ritam gitara (2016. - danas)
- Alain Ackermann – bubnjevi (2016. - danas)
- Michalina Malisz – hurdy-gurdy (2016. - danas)
- Nicole Ansperger – violina, vokali (2013–2015, 2016. - danas)
- Fabienne Erni – vokali, keltička harfa (2017. - danas)

### Bivši članovi
- Nicole Ansperger - violina, vokal (2013. – 2015.)
- Patrick "Päde" Kistler - gajde, flauta (2008. – 2014.)
- Meri Tadić - violina, vokal (2003. – 2013.)
- Siméon Koch - solo gitara, vokal (2004. – 2012.)
- Sevan Kirder - gajde, flauta, vokal (2003. – 2008.)
- Rafi Kirder - bas-gitara, vokal (2004. – 2008.)
- Severin Binder - vokal (2004. – 2006.)
- Linda Suter - violina, vokal (2003. – 2004.)
- Sarah Kiener - hurdy-gurdy, crumhorn, harmonika, vokal (2005. – 2006.)
- Dani Fürer - solo gitara (2003. – 2004.)
- Dide Marfurt - hurdy-gurdy, gajde (2003. – 2004.)
- Gian Albertin - bas, vokal, zvučni efekti (2003. – 2004.)
- Dario Hofstetter - bubnjevi (2003. – 2004.)
- Yves Tribelhorn - ritam gitara (2003. – 2004.)
- Philipp Reinmann - Irski bouzouki (2003. – 2004.)
- Mättu Ackerman - violina (2003. – 2004.)
- Shir-Ran Yinon - violina, vokal (2015. – 2016.)
- Merlin Sutter - bubnjevi (2004. – 2016.)
- Ivo Henzi - ritam gitara (2004. – 2016.)
- Anna Murphy - hurdy-gurdy, vokal (2006. – 2016.)

## Albumi
Studijski albumi
- Spirit (2006.)
- Slania (2008.)
- Evocation I: The Arcane Dominion (2009.)
- Everything Remains (As It Never Was) (2010.)
- Helvetios (2012.)
- Origins (2014.)
- Evocation II: Pantheon (2017.)
- Ategnatos (2019.)
- Ànv (2025.)

## Vanjske poveznice
- Službena stranica
- MySpace profil